# Чёрная весна (роман)
Чёрная весна (англ. Black Spring) — книга Генри Миллера.
Как и «Тропик Рака», произведение посвящено Анаис Нин. Вместе с другими книгами Миллера, «Тропик Рака» и «Тропик Козерога», составляет автобиографическую трилогию.

## История
Написана в 1932—1933 годах, когда Миллер жил в Клиши-ла-Гаренн (также известном как Клиши), северо-западном пригороде Парижа.
Опубликована в 1936 году издательством Obelisk Press в Париже, Франция, в 1936 году. Была второй опубликованной книгой Миллера после «Тропика Рака» и предшествующей «Тропику Козерога».
Не публиковалась в США до 1963 года из-за законов о непристойности. Когда изданием Grove Press «Черная кошка» была опубликована, некоторые истории, не считавшиеся непристойными, уже были опубликованы в других томах Миллера, таких как «Космологический глаз», изданный New Directions. Несколько других рассказов были опубликованы в ежегодном журнале New Directions «Новые направления в прозе и поэзии».

## Краткое содержание
В книгу вошли десять рассказов
1. Четырнадцатый приход (англ. The Fourteenth Ward)
2. Субботний полдень (англ. A Saturday Afternoon)
3. Третий или четвертый день весны (англ. Third or Fourth Day of Spring)
4. Ангел — мой водяной знак! (англ. The Angel is My Watermark!)
5. Ателье по пошиву одежды (англ. The Tailor Shop)
6. Джабберворл Кронштадт (англ. Jabberwhorl Cronstadt)
7. В ночную жизнь (англ. Into the Night Life)
8. Ходьба вверх и вниз (англ. Walking Up and Down)
9. Бурлеск (англ. Burlesk)
10. Мегаполисный маньяк (англ. Megalopolitan Maniac)

Одной из примечательных особенностей книги является то, что каждый рассказ (за исключением «Ангел — мой водяной знак!») начинается с эпиграфа, взятого из текста рассказа и в той или иной степени раскрывающего основную его тему. Эпиграф к «Мастерской портного» содержит фразу «всегда веселый и жизнерадостный», которая впоследствии станет названием неавторизованной биографии Миллера Джея Мартина. Эпиграф к рассказу «В ночную жизнь» — «Кони—остров разума» — стал названием сборника стихов Лоуренса Ферлингетти.

## Оценки
Сам Миллер писал
За десять лет, проведённых в Париже, я, должно быть, написал семь или восемь книг. Эта, «Чёрная весна», мне нравится больше всего из всего, что я написал в тот период. Это был замечательный период моей жизни. 1932-й и 1933-й годы, когда я жил за пределами Парижа, в городке Клиши, где я написал книгу, я думаю, были самыми лучшими годами за всю мою жизнь
Оригинальный текст (англ.)During the ten years I spent in Paris, I must have written seven or eight books. This one, Black Spring, I like the best of all I wrote during that period. It was a wonderful period of my life. The years 1932 and ’3, living outside Paris in the town of Clichy, where I wrote the book, I guess were the very best years of my whole life